# Masdevallia mataxa
Masdevallia mataxa là một loài thực vật có hoa trong họ Lan. Loài này được Königer & H.Mend. mô tả khoa học đầu tiên năm 1993.